# Grüne Partei Thurgau

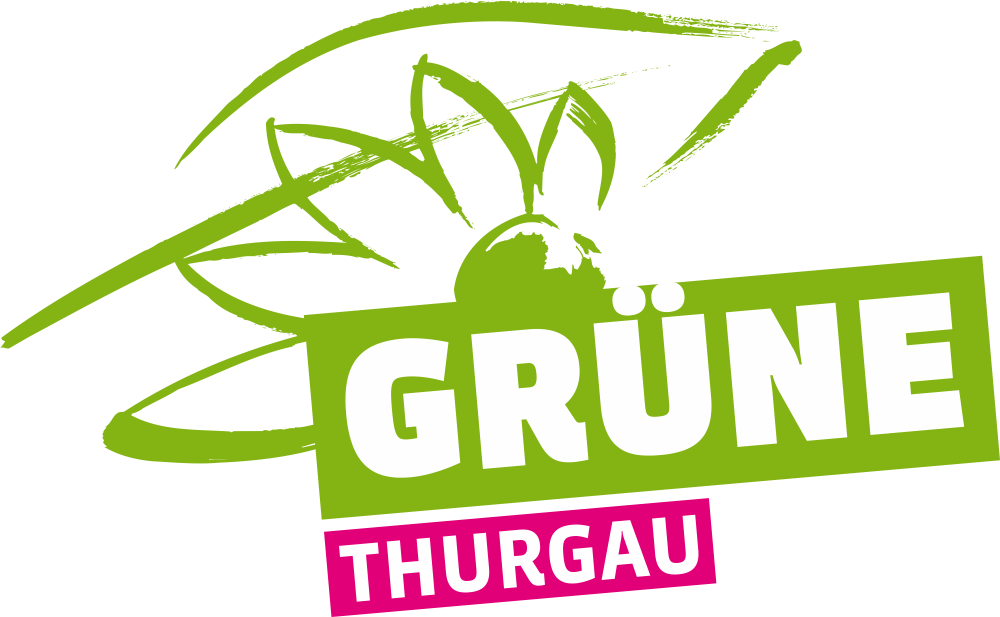
Grüne Partei Thurgau

Die Grüne Partei Thurgau (Grüne Thurgau) ist eine Kantonalpartei der Grünen Schweiz.

## Geschichte
Die Grüne Partei Thurgau wurde als eine der ersten grünen Kantonalparteien am 15. Dezember 1983 in Weinfelden mit 16 Mitgliedern gegründet. An der Delegiertenversammlung vom 24. März 1984 traten die Grünen Thurgau der Föderation der Grünen Schweiz bei. Es existieren fünf Bezirksparteien und auch einige Ortsparteien, die Zahl der Mitglieder ist ca. 180 (Stand Juli 2019).
Ausserdem gibt es die Jungen Grünen Thurgau, die ein Teil der Jungen Grünen Schweiz sind. Die Grünen Frauen Thurgau wurden 2019 gegründet.
2007 diskutierten die Grünen Thurgau intern die Bildung einer Partei mit Doppelnamen Grüne/Grünliberale. Am 9. Januar 2008 erfolgte die Abspaltung/Gründung der glp Thurgau von den Grünen Thurgau.

## Präsidenten
| Jahre        | Präsident        |
| ------------ | ---------------- |
| 1984 – 1985  | Peter Schmid     |
| 1986 – 1987  | Rainer Bächi     |
| 1988 – 1989  | Verena Soldati   |
| 1990 – 1991  | Hans Eigenmann   |
| 1992 – 1993  | Françoise Jucker |
| 1993 – 1994  | Hansruedi Tödtli |
| 1995 – 1997  | Maya Iseli       |
| 1997 – 2001  | Ernst Ritzi      |
| 2001 – 2005  | Silvia Schwyter  |
| 2006 – 2008  | Isabella Stäheli |
| 2009 – 2014  | Urs Oberholzer   |
| 2014 – heute | Kurt Egger       |

## Erfolge
Die Grünen Thurgau führten einen engagierten Abstimmungskampf gegen die Thurtalstrasse T14. Am 25. September 2005 fand eine kantonale Abstimmung zur Erweiterung der damaligen T14 statt, die mit 52 %-Nein-Stimmen abgelehnt wurde; hingegen wurde 2012 eine modifizierte Vorlage angenommen (BTS/OLS).
Ausserdem engagierten sich die Grünen Thurgau in Initiativkomitees und bei Abstimmungskampagnen, so bei der Raumplanung, beim Öffentlichkeitsprinzip oder gegen die Pauschalbesteuerung.

## Sitze im Nationalrat

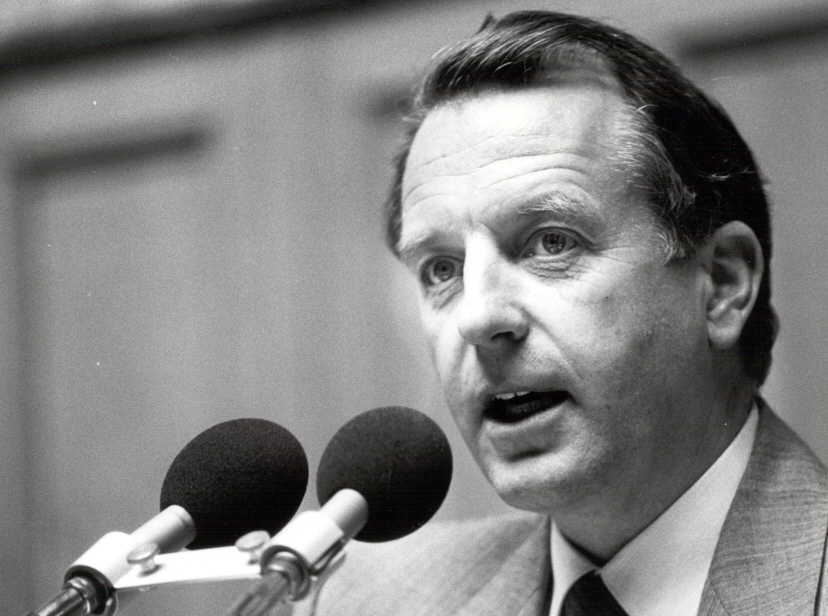
Peter Schmid im Nationalrat

Den ersten Nationalratssitz der Grünen Thurgau errang am 18. Oktober 1987 Peter Schmid. Mit einer Listenverbindung mit dem LdU und dem "Frischen Wind" wurde Peter Schmid mit 12'614 Stimmen gewählt. Der Stimmanteil der Grünen betrug damals 10,7 %. Für die zweite Amtszeit wurde Peter Schmidt dann am 20. Oktober 1991 mit 13'972 Stimmen wiedergewählt. Der Stimmenanteil der Grünen Thurgau betrug 9,1 %.

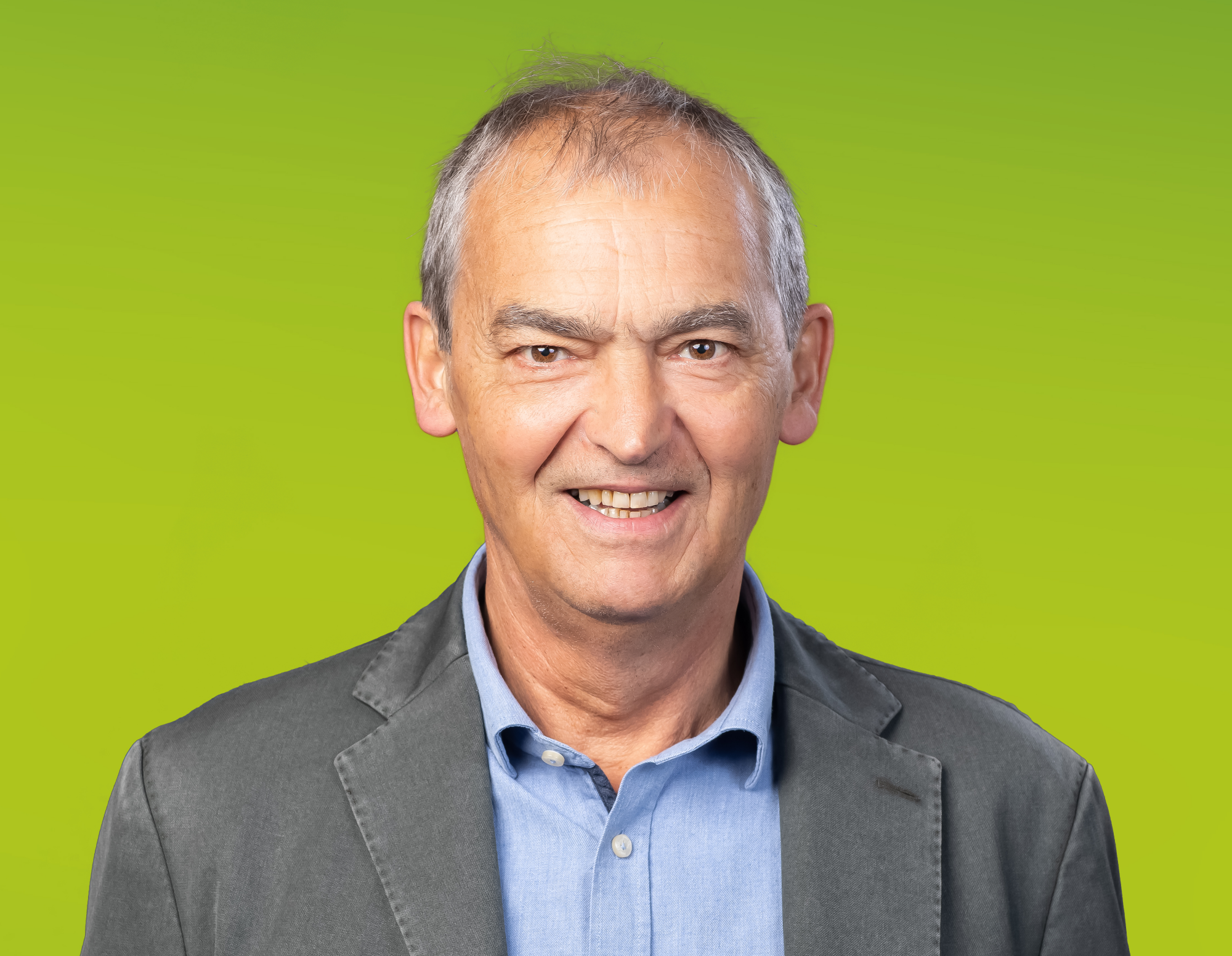
Kurt Egger, 2019

Am 20. Oktober 2019 wurde Kurt Egger in den Nationalrat gewählt. Die Grünen Thurgau konnten sich von 5,4 % im Jahr 2015 auf nunmehr 10,6 % steigern. Die Listenverbindung mit SP und glp sorgte dafür, dass der Sitz der FDP zu den Grünen wanderte.
Von 1987 bis 1990 war Schmid Präsident der Grünen Schweiz, von 2016 bis 2018 war Gina Rüetschi Vizepräsidentin der Grünen Schweiz.

## Sitze im Kantonsrat
Im Kantonsrat (total 130 Sitze) bilden die Grünen Thurgau eine eigene Fraktion.
| Legislaturperiode | Anzahl Sitze |
| ----------------- | ------------ |
| 1984 – 1988       | 6            |
| 1988 – 1992       | 11           |
| 1992 – 1996       | 10           |
| 1996 – 2000       | 11           |
| 2000 – 2004       | 8            |
| 2004 – 2008       | 13           |
| 2008 – 2012       | 11           |
| 2012 – 2016       | 9            |
| 2016 – 2020       | 9 (2018 +1)  |
| 2020 – 2024       | 15           |